# Bogdan Lewandowski
Bogdan Andrzej Lewandowski (ur. 7 grudnia 1946 w Toruniu) – polski polityk i politolog, poseł na Sejm III i IV kadencji.

## Życiorys
W 1969 ukończył studia na Wydziale Prawa Uniwersytetu Mikołaja Kopernika w Toruniu, zdobywając tytuł zawodowy magistra. Stopień naukowy doktora w zakresie politologii uzyskał w 1975 na Uniwersytecie im. Adama Mickiewicza w Poznaniu. W 1993 ukończył studia podyplomowe z zakresu prawa bankowego i bankowości na Uniwersytecie Mikołaja Kopernika.
W okresie PRL w latach 60. i 70. był członkiem Związku Młodzieży Socjalistycznej, Zrzeszenia Studentów Polskich i SZSP. Przewodniczył radzie wydziałowej ZMS na swojej uczelni. W 1968 wstąpił do Polskiej Zjednoczonej Partii Robotniczej. Był lektorem komitetu wojewódzkiego PZPR w Toruniu, członkiem egzekutywy OOP na Wydziale Humanistycznym UMK i przedstawicielem PZPR w Zakładzie Nauk Politycznych UMK w Toruniu.
Po rozwiązaniu PZPR przez rok działał w Polskiej Unii Socjaldemokratycznej. W latach 90. był członkiem Polskiej Partii Socjalistycznej (pełnił m.in. funkcję wiceprzewodniczącego), w 1999 wstąpił do Sojuszu Lewicy Demokratycznej. W 2004 był wśród założycieli Socjaldemokracji Polskiej, zasiadł w jej władzach krajowych i regionalnych.
Od 1997 do 2005 sprawował mandat posła na Sejm III oraz IV kadencji, wybieranego dwukrotnie z ramienia Sojuszu Lewicy Demokratycznej. Reprezentował w parlamencie okręgi toruńskie: nr 47 i nr 5. Został wybrany na zastępcę przewodniczącego komisji śledczej do zbadania tzw. afery Rywina, a 21 stycznia 2005 objął stanowisko zastępcy przewodniczącego sejmowej komisji śledczej ds. prywatyzacji PZU. W 2005 i 2007 bez powodzenia kandydował w kolejnych wyborach parlamentarnych. Od 2006 do 2010 zasiadał w sejmiku kujawsko-pomorskim III kadencji (z ramienia Lewicy i Demokratów), nie uzyskał reelekcji.
12 czerwca 2011 został wybrany przez konwent SDPL na p.o. przewodniczącego partii po usunięciu z niej przez sąd partyjny przewodniczącego Wojciecha Filemonowicza, jednak ten wraz z częścią partii uznał obie decyzje za nieważne, a opinię tę podzielił sąd rejestrowy.

## Życie prywatne
Żonaty, ma dwoje dzieci.